# Distretto di Huaricolca
Il distretto di Huaricolca  è uno dei  nove distretti della provincia di Tarma, in Perù. Si trova nella regione di Junín e si estende su una superficie di 162,31  chilometri quadrati.